# Rosa 'The Prince'
'The Prince' ('AUSvelvet' es el nombre del obtentor registrado), es un cultivar de rosa que fue conseguido en Reino Unido en 1990 por el rosalista británico David Austin.

## Descripción
'The Prince' es una rosa moderna cultivar del grupo « English Rose Collection ».
El cultivar procede del cruce de 'Lilian Austin' x 'The Squire' ®.
Las formas arbustivas del cultivar tienen porte erguido que alcanza más de 75 a 120 cm de alto con 60 a 120 cm de ancho. Las hojas son de color verde oscuro mate de tamaño medio, follaje coriáceo.
Sus delicadas flores de color rojo oscuro. Fragancia de las rosas antiguas. El diámetro medio de 3". Tamaño de flor mediano, forma doble (17-25 pétalos), en pequeños grupos, en forma de copa, en cuartos, rosetón.
Florece de una forma prolífica, floración en oleadas a lo largo de la temporada.

## Origen
El cultivar fue desarrollado en Reino Unido por el prolífico rosalista británico David Austin en 1990. 'The Prince' es una rosa híbrida con ascendentes parentales de cruce de 'Lilian Austin' x 'The Squire' ®.
El obtentor fue registrado bajo el nombre cultivar de 'AUSvelvet' por David Austin en 1990 y se le dio el nombre comercial de exhibición 'The Prince'™.
También se le reconoce por el sinónimo de 'AUSvelvet'.
- La rosa fue conseguida antes de 1990 e introducida en el Reino Unido por David Austin Roses Limited (UK) en 1990 como 'The Prince'.[1]
- La rosa 'The Prince' fue introducida en Estados Unidos con la patente "United States - Patent No: PP 8,813  on  5 Jul 1994/Application  on  30 Sep 1992".[1]
- La rosa 'The Prince' fue introducida en Australia con la patente "Australia - Application No: 1994/042  on  1994".[1]

## Cultivo
Aunque las plantas están generalmente libres de enfermedades, es posible que sufran de punto negro en climas más húmedos o en situaciones donde la circulación de aire es limitada.
Se desarrollan mejor a pleno sol. En América del Norte son capaces de ser cultivadas en USDA Hardiness Zones 5b a 10b. La resistencia y la popularidad de la variedad han visto generalizado su uso en cultivos en todo el mundo.
Puede ser utilizado para las flores cortadas, jardín o portador guía. Vigorosa. En la poda de Primavera es conveniente retirar las cañas viejas y madera muerta o enferma y recortar cañas que se cruzan. En climas más cálidos, recortar las cañas que quedan en alrededor de un tercio. En las zonas más frías, probablemente hay que podar un poco más que eso. Requiere protección contra la congelación de las heladas invernales.

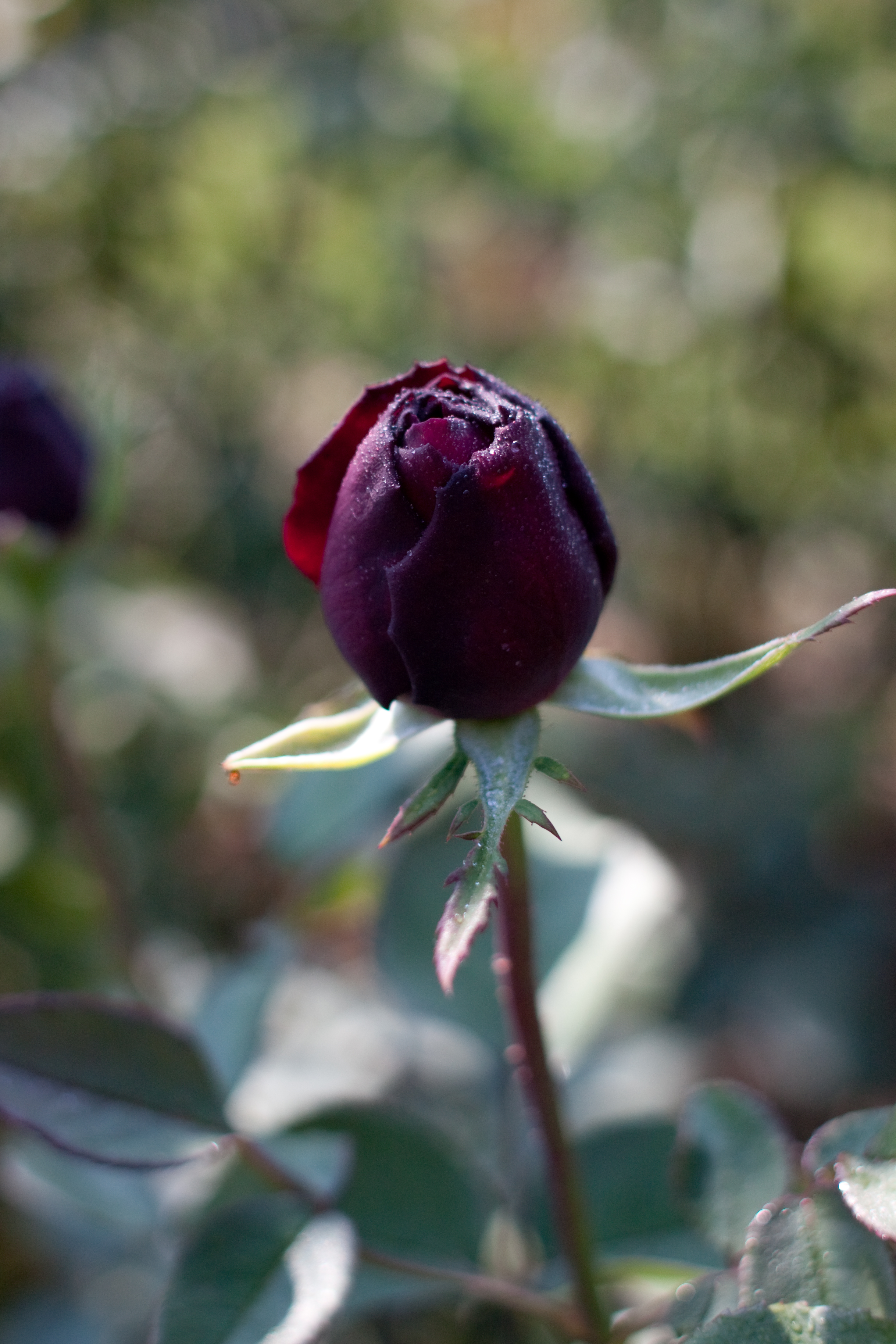
Capullo de la Rosa 'The Prince'
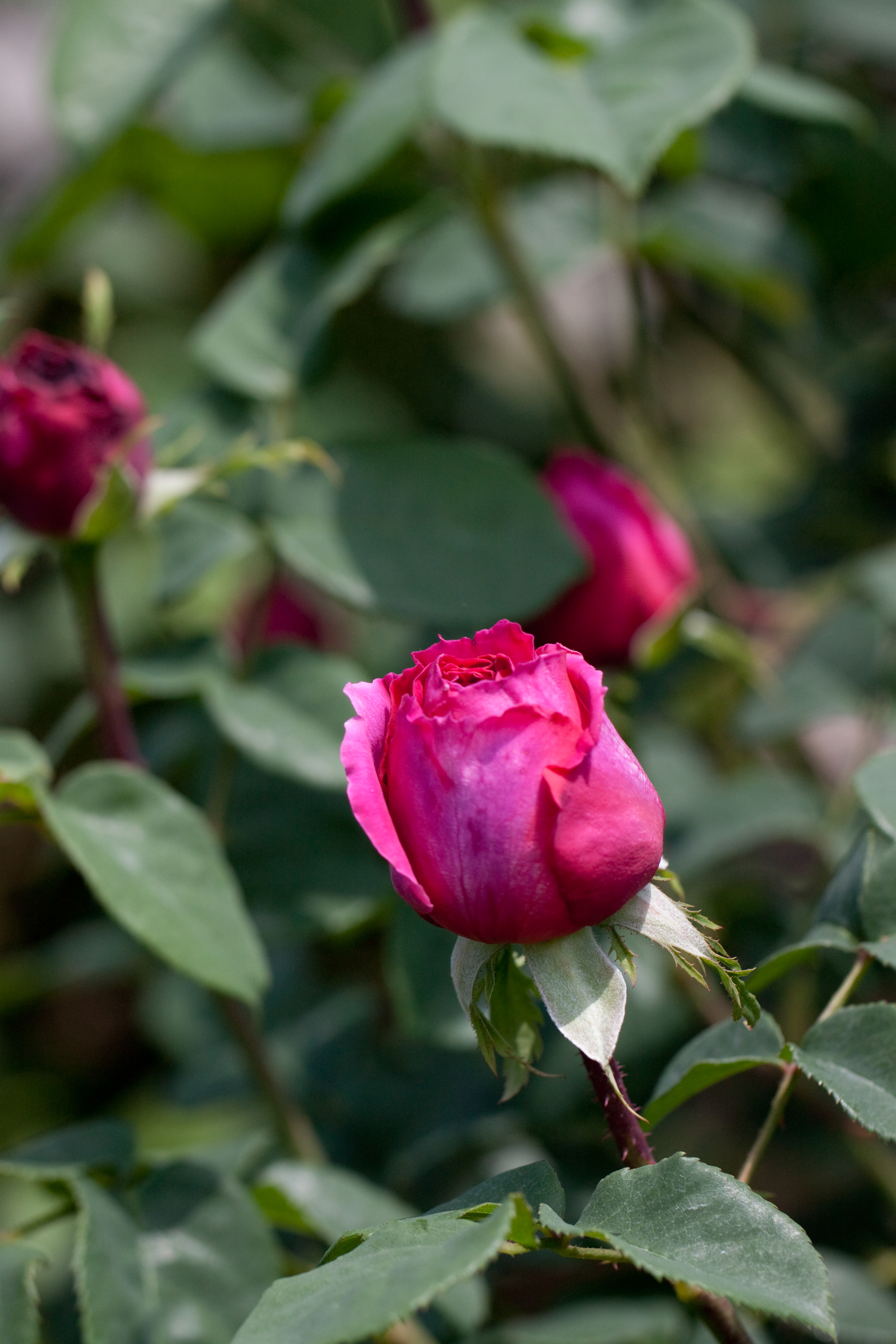
Rosa 'The Prince'
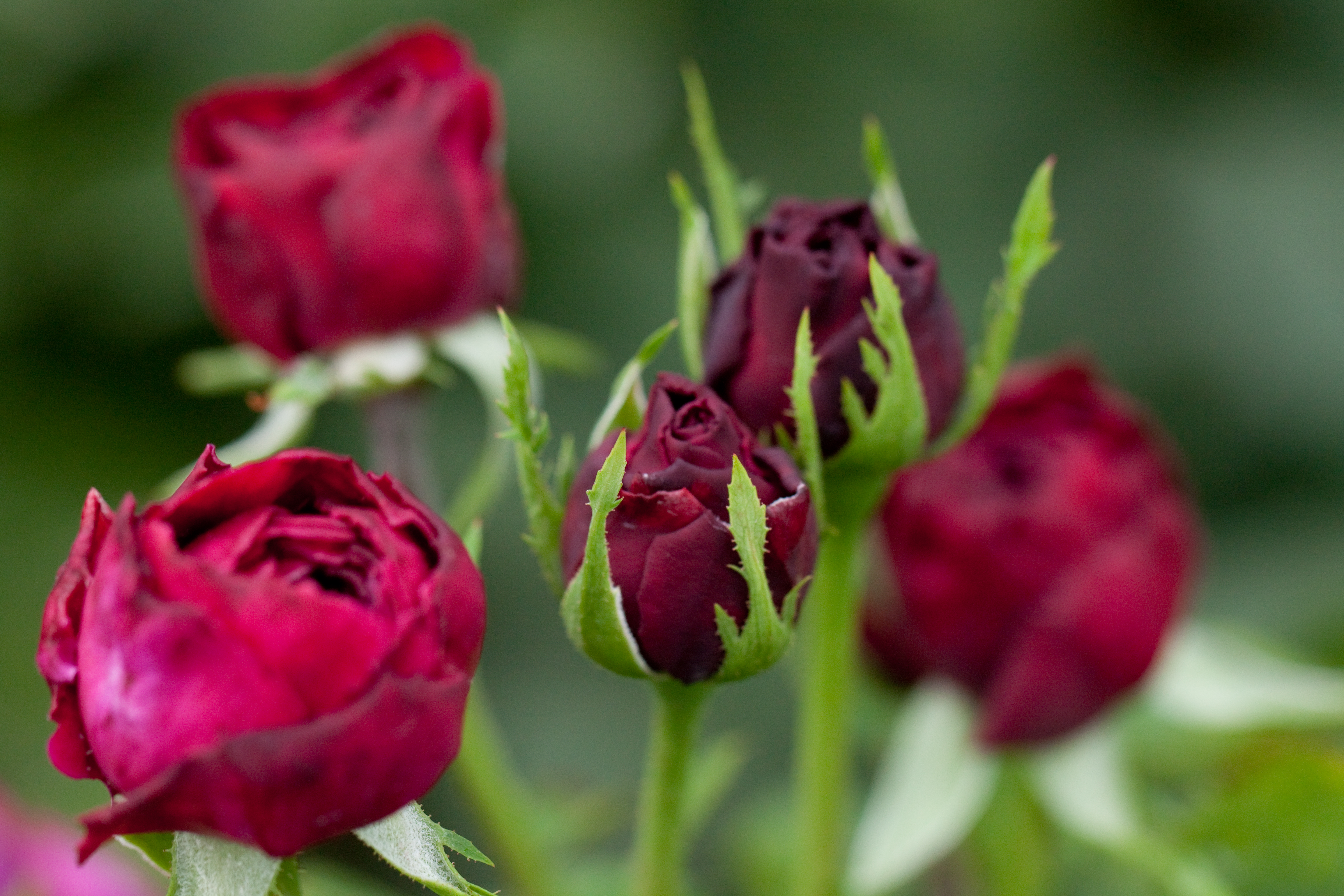
Grupo de rosas 'The Prince'
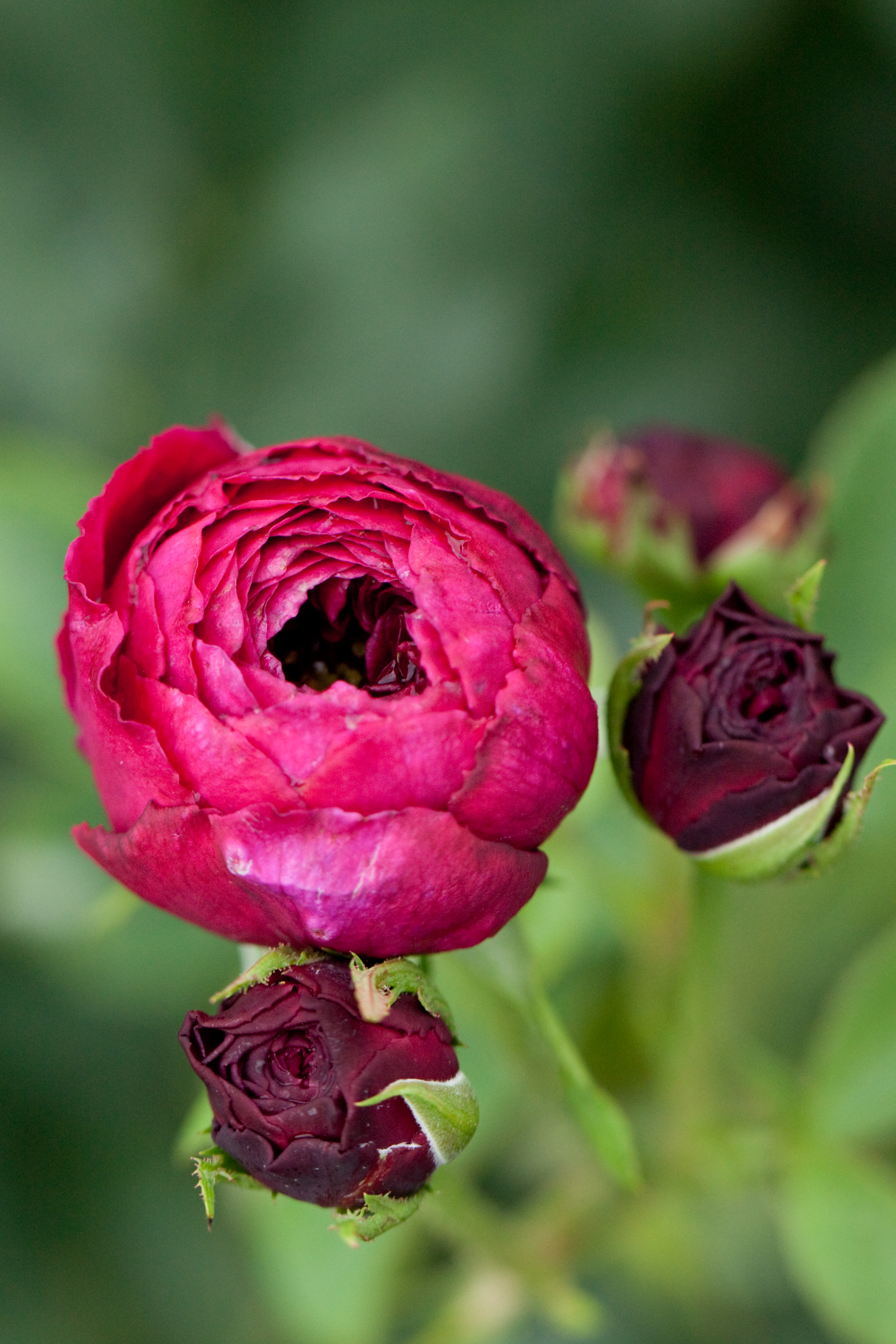
Rosa 'The Prince'